# Polyèdre de Dürer
Cet article concerne les propriétés géométriques du polyèdre de Dürer. Pour son interprétation dans la gravure de Dürer, voir Melencolia I# Le polyèdre.

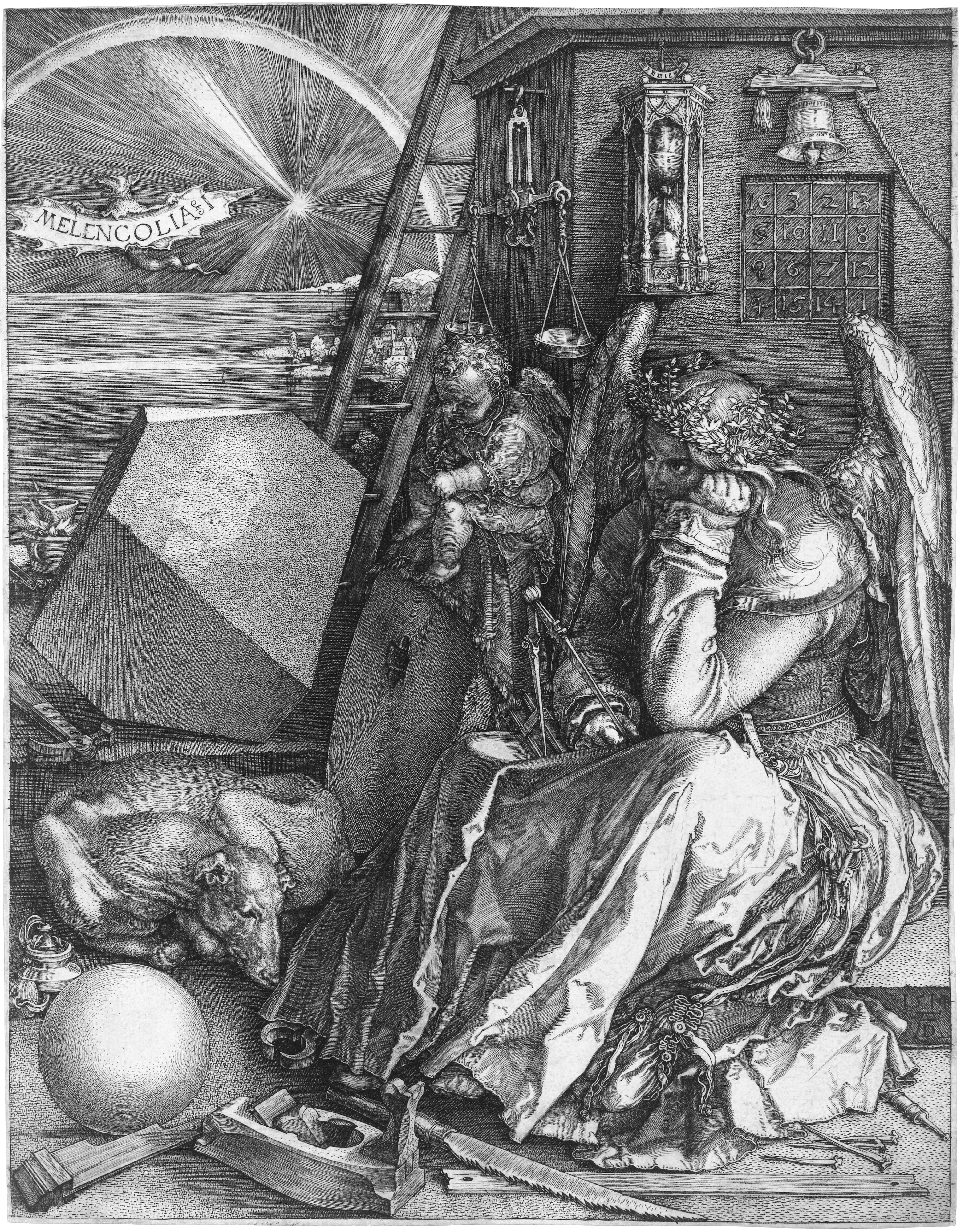
Melencolia I de Albrecht Dürer, 1514. Le polyèdre domine le côté gauche de la gravure.

Le polyèdre de Dürer (également appelé rhomboèdre tronqué ou solide de Dürer) est un polyèdre particulier à huit faces, représenté dans la taille-douce Melencolia I de Albrecht Dürer de 1514.

## Description

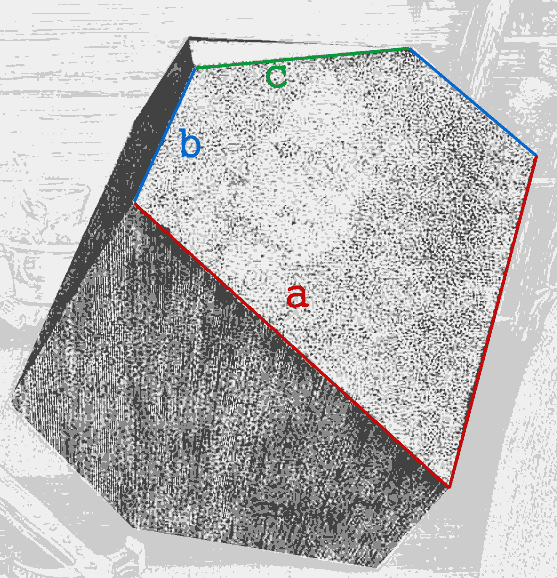
Extrait de la gravure avec un pentagone mis en évidence.

Le polyèdre de Dürer est un polyèdre convexe à huit faces.
Six de ses faces sont des pentagones identiques. Ce sont des pentagones irréguliers, mais qui possèdent un axe de symétrie. Deux de ses faces sont des triangles équilatéraux. Les faces opposées sont parallèles.
Il a douze sommets. En chaque sommet se rencontrent trois faces : soit un triangle et deux pentagones, soit trois pentagones. Tous les sommets appartiennent à une même sphère circonscrite.
Il a dix-huit arêtes.
Dans la gravure de Dürer, le polyèdre repose sur une des faces triangulaires, les pentagones formant le pourtour de l'objet.

### Construction
Pour construire le polyèdre de Dürer, on peut partir d'un rhomboèdre, un solide aux 6 faces en forme de losanges parallèles deux à deux ; on peut voir le rhomboèdre comme un cube allongé dans le sens de sa grande diagonale. On choisit des losanges d'angles de mesures 72° et 108° (on reconnaît au passage le triangle d'or) ; du point de vue mathématique, un autre choix aurait été possible, conduisant à un solide plus ou moins effilé.
Six sommets parmi les huit sommets du rhomboèdre appartiennent à une même sphère, les deux sommets restants dépassant à l'extérieur de la sphère. Si l'on découpe ce qui dépasse, on obtient trois nouveaux sommets qui forment les faces triangulaires du polyèdre de Dürer, et qui, par construction, sont aussi sur la sphère circonscrite aux autres sommets.
Après la découpe, les faces en forme de losange du rhomboèdre deviennent des pentagones. Deux des arêtes du losange de longueur {\displaystyle a} (en rouge sur l'illustration ci-dessus) continuent à former un angles de 72°. Les deux autres arêtes sont raccourcies à une longueur {\displaystyle b} (en bleu sur l'illustration). La corde {\displaystyle c} (en vert sur l'illustration) est parallèle à la diagonale de longueur {\displaystyle e} (voir le graphique à droite). Les deux nouveaux angles obtus mesurent chacun 126°. Les arêtes de longueur {\displaystyle a} et {\displaystyle b} opposées sont parallèles. Les cinq sommets sont sur un même cercle circonscrit de rayon {\displaystyle r} (c'est un cas de pentagone inscriptible, voir quadrilatère inscriptible).
Grâce à la valeur particulière choisie pour les mesures des angles, les faces pentagonales du polyèdre exhibent un certain nombre de propriétés spéciales :
- certaines longueurs sont dans le rapport du nombre d'or : {\displaystyle {\frac {a}{r}}={\frac {r}{b}}={\frac {e}{c}}=\Phi }.
- {\displaystyle r} est à la fois la différence et la moyenne géométrique de {\displaystyle a} et de {\displaystyle b} : {\displaystyle {\sqrt {ab}}=a-b=r}
- les deux diagonales du pentagone qui forment un triangle avec les côtés de longueur {\displaystyle b} et {\displaystyle c} ont pour longueur {\displaystyle a} ; avec les autres côtés, elles forment un trapèze symétrique, mais dont l'axe de symétrie ne coïncide pas avec celui du pentagone.

## Formules mathématiques
La longueur de la plus longue arête est notée {\displaystyle a}.

Le graphe de Dürer, associé au solide de Dürer.

| Caractéristiques du polyèdre                                                    | Caractéristiques du polyèdre                                                                                         | Caractéristiques du polyèdre |
| ------------------------------------------------------------------------------- | --- | ---------------------------- |
| Volume                                                                          | {\displaystyle V={\frac {5}{3}}a^{3}{\sqrt {{\sqrt {5}}-2}}}                                                         |                              |
| Surface                                                                         | {\displaystyle O={\frac {a^{2}}{2}}\left(3{\sqrt {5+2{\sqrt {5}}}}+5{\sqrt {3}}-2{\sqrt {15}}\right)}                |                              |
| Rayon de la sphère circonscrite                                                 | {\displaystyle R={\frac {a}{4}}{\sqrt {14-2{\sqrt {5}}}}}                                                            |                              |
| Premier angle entre faces (pentagones séparés par une arête {\displaystyle a})  | {\displaystyle \cos \,\alpha _{1}=2-{\sqrt {5}}} {\displaystyle \alpha _{1}} ≈ 103° 39' 17"                          |                              |
| Deuxième angle entre faces (pentagones séparés par une arête {\displaystyle b}) | {\displaystyle \cos \,\alpha _{2}={\sqrt {5}}-2} {\displaystyle \alpha _{2}} ≈ 76° 20' 43"                           |                              |
| Troisième angle entre faces (entre pentagones et triangles)                     | {\displaystyle \cos \,\alpha _{3}={\frac {1}{3}}{\sqrt {15-6{\sqrt {5}}}}} {\displaystyle \alpha _{3}} ≈ 114° 48' 4" |                              |

| Caractéristiques des faces pentagonales  | Caractéristiques des faces pentagonales                                     | Caractéristiques des faces pentagonales |
| ---------------------------------------- | --------------------------------------------------------------------------- | --------------------------------------- |
| Aire                                     | {\displaystyle A={\frac {a^{2}}{4}}{\sqrt {5+2{\sqrt {5}}}}}                |                                         |
| Rayon du cercle circonscrit              | {\displaystyle r={\frac {a}{2}}\left({\sqrt {5}}-1\right)=a-b={\sqrt {ab}}} |                                         |
| Angles                                   | 72°, 108° et 126°                                                           |                                         |
| Longueur des premier et cinquième côtés  | {\displaystyle a}                                                           |                                         |
| Longueur des deuxième et quatrième côtés | {\displaystyle b={\frac {a}{2}}\left(3-{\sqrt {5}}\right)}                  |                                         |
| Longueur du troisième côté               | {\displaystyle c=a{\sqrt {5-2{\sqrt {5}}}}}                                 |                                         |
| Diagonale                                | {\displaystyle e={\frac {a}{2}}{\sqrt {10-2{\sqrt {5}}}}}                   |                                         |
| Hauteur                                  | {\displaystyle h={\frac {a}{2}}{\sqrt {5}}}                                 |                                         |

| Caractéristiques des faces triangulaires | Caractéristiques des faces triangulaires                                                                 | Caractéristiques des faces triangulaires |
| ---------------------------------------- | --- | ---------------------------------------- |
| Aire                                     | {\displaystyle A={\frac {a^{2}}{4}}{\sqrt {3}}\left(5-2{\sqrt {5}}\right)={\frac {c^{2}}{4}}{\sqrt {3}}} |                                          |
| Rayon du cercle circonscrit              | {\displaystyle r={\frac {a}{3}}{\sqrt {15-6{\sqrt {5}}}}={\frac {c}{3}}{\sqrt {3}}}                      |                                          |
| Hauteur                                  | {\displaystyle h={\frac {a}{2}}{\sqrt {15-6{\sqrt {5}}}}={\frac {c}{2}}{\sqrt {3}}}                      |                                          |

## Graphe de Dürer
Le squelette du polyèdre de Dürer est un graphe à 12 sommets (figure ci-contre).